# Londýnské centrum plaveckých sportů
Londýnské centrum plaveckých sportů (anglicky London Aquatics Centre) je sportoviště, ve kterém se nacházejí 2 plavecké bazény a jeden skokanský bazén. Šlo o jedno z hlavních dějišť Letních olympijských her 2012 a Letních paralympijských her 2012. Objekt se nachází na okraji olympijského parku ve Stratfordu východně od hlavního olympijského stadionu.

## Charakteristika
Unikátní tvar stavby navrhla Zaha Hadid, britská architektka iráckého původu. Dvě boční křídla jsou řešena pouze jako dočasná, po skončení Letních paralympijských her 2012 bude kapacita stadionu snížena na 2500 míst.
Padesátimetrový bazén má pohyblivé dno, které umožňuje měnit hloubku vody podle potřeby, standardně je hluboký 3 metry. Všechny 3 bazény mohou trvale zachytit až 10 milionů litrů vody.
Celková kapacita byla propočtena pro 17500 diváků. Stavba má velmi originálně řešenou střechu, která má svým tvarem připomínat zvlněnou nebo proudící vodu, jde o symbolickou vodní vlnu, která překonává nějakou překážku. Střecha je tvořena ocelovou konstrukcí s hliníkovou střešní krytinou, celá konstrukce váží 3200 tun, jihozápadní a severozápadní stěna objektu je prosklená tak, aby dostatečně propouštěla denní světlo.

## Olympijské a paralympijské hry
Během Letních olympijských her 2012 a Paralympijských her 2012 se zde konaly soutěže v plavání, skocích do vody, synchonizovaném plavání a plavecké soutěže v moderním pětiboji. K tomuto účelu zde slouží celkem 3 různé bazény.
- padesátimetrový – soutěže v plavání
- pětadvacetimetrový – soutěže ve skocích do vody
- padesátimetrový bazén – určený pro trénink a zahřívání sportovců před závody